# ニュースの深層
『ニュースの深層』（ニュースのしんそう）は、テレビ朝日の制作・CS局テレ朝チャンネル2（2012年度までは朝日ニュースター）で、月曜日から金曜日の20:00～20:55に生放送をおこなっていた、報道系のテレビ番組。

## 概要
開始当初は、『ニュースの深層』としてスタート。その後、2006年10月の朝日ニュースターの原宿への移転を機に、『ニュースの深層evolution』としてリニューアルスタート。2009年4月より再び『ニュースの深層』となる。朝日ニュースターの看板番組のひとつだった。2012年4月にリニューアル。
メインキャスターは日替わりで、学者や評論家、ジャーナリストがメインキャスターを担当する。毎回1名ないしは複数名のゲストが出演し、政治、経済、社会分野の時事トピックについての討議を行う。
2012年に朝日ニュースターがテレビ朝日直営となり多くの番組が終了や縮小をされる中、この番組は引き続いて放送を継続していた（制作局は衛星チャンネルからテレビ朝日に変更。ただし、プロ野球・骨太!ライオンズイズム（埼玉西武ライオンズ主管試合中継）が行われる関係で、野球中継放送日は放送時間が変更されることも多かった）が、2014年2月をもって番組の新規制作は終了し、以降は過去の放送内容からのセレクションを再放送している。
なお同趣旨の番組は2014年4月から、当番組のMCの一人だった津田大介司会による『津田大介 日本にプラス』に移行しており、同番組には渋谷和宏もコメンテーター兼コーナーMCとして参加している。

## 放送時間
- 月～金 20:00～21:00（生放送、もしくは同日事前録画）
2012年4月からプロ野球「骨太!ライオンズイズム」のナイター放送がある場合、20時から放送できないため、その場合23:10-24:00に初回放送する。

### 再放送
- 月～金 4:00～5:00、13:00～14:00（前日・前週金曜日放送分）
この他、激論アリーナとして過去の放送のアーカイブ随時

## 番組の流れ

### ニュースの深層 (～2006年9月)
『ニュースの深層』時代は、メインキャスター、アシスタントとして朝日ニュースターの女性キャスター、そしてコメンテーターの合わせて3人での担当だった。
冒頭できょうの内容とゲストを紹介し、その後、報道フロアからの最新ニュースコーナーを数分間放送していた(担当は朝日ニュースターのキャスター)。なお、再放送では、最新ニュースコーナー部分のみ生放送に差し替えていた。
ゲストとの討議用のテーブルが別に用意されており、アシスタントと解説者は後ろのテーブルで討議を見ている、という『サンデープロジェクト』のようなスタジオセットだった。

### ニュースの深層evolution (2006年10月～2009年3月)
2006年10月から『ニュースの深層evolution』としてリニューアル。メインキャスターとアシスタントの2人での担当となる。
『ニュースの深層』時代、朝日ニュースターのキャスターが担当してきたアシスタントは、ジャーナリストなどへ交代。また最新ニュースコーナーは廃止となったため、朝日ニュースターのキャスターは出演せず。最新ニュースについても、メインキャスターとアシスタントが冒頭に軽く伝える程度となる（再放送でも差し替えることなく、そのまま放送）。
スタジオセットもリニューアルし、テーブルは1つとなり、アシスタントも討議に参加するようになった。オープニング映像・テーマ曲も変更。

#### 当時の基本タイムテーブル
20:00～20:08頃
- オープニング、当日ゲストの紹介
- 当日のニュース・司会者の選んだニューストピックなど

20:10頃～20:46頃
- 司会とゲストによる討議

20:48頃～20:53
- 討議のまとめ、アシスタントによるコメント、エンディング

### ニュースの深層 (2009年4月～2012年3月)
番組名が再び『ニュースの深層』となる。オープニング映像・テーマ曲・セットが変わったが、番組フォーマットは元に戻ったのではなくニュースの深層evolutionに準じる。

### ニュースの深層 (2012年4月～2014年2月)
テレビ朝日直営に伴い、これまで放送していた1行ティッカーによる「朝日新聞ニュース」の放送は中止。ハイビジョン放送（一部ケーブルテレビとスカパー!SDはレターボックス16:9額縁放送。スカパー!e2は2012年6月まで16:9フルサイズ標準画質）となる。また、埼玉西武ライオンズ主管試合の放送日は放送時間繰り下げとなった。2012年4月に限りBS258Dlifeでも放送。2012年7月からは字幕放送も実施される。

#### 現在の基本タイムテーブル
20:00～20:45頃
- オープニング、当日ゲストの紹介
- キャスターとゲストによる討議

20:48頃～20:50
- キャスターのコーナー、エンディング

## 出演

### 放送終了時点（2014年2月）のメインキャスター
- 月曜日：津田大介（メディア・アクティビスト）2012年10月～

キャスターのコーナー「きょうのtsudaる」
- 火曜日：荻上チキ（評論家）2012年10月～（2012年4月～9月は水曜日担当）

キャスターのコーナー「チキのテクスト」
- 水曜日：渋谷和宏（経済ジャーナリスト）2012年10月～

キャスターのコーナー「Shibuya's Note」
- 木曜日：小野由美子（ウォール・ストリート・ジャーナル日本版編集長）、高橋美佐子（朝日新聞記者）ともに2013年4月～（2012年4月～2013年3月は金曜日）

キャスターのコーナー「WSJの読み方」（小野）・「ミサコの行間」（高橋）
木曜のみダブルキャスト（小野と高橋のどちらかが担当）。
- 金曜日：小田嶋隆（コラムニスト）2013年4月～（2012年4月～2013年3月は木曜日）

キャスターのコーナー「本日の警句」

### 司会進行
- 原則としてテレビ朝日の報道担当アナウンサーが出演。男性キャスターであれば女性アナ、女性キャスターであれば男性アナがそれぞれ担当

### 歴代メインキャスター
- 月曜日：中林美恵子（～2006年3月）　金慶珠（2006年4月～2012年3月）

　　　　　　　　　　　　　　　　　　　　※後年はゲストが崔洋一等の親韓派が多くなり、親韓色が強くなっていた。
東浩紀（2012年4月～9月）キャスターのコーナー「アズマのミカタ」
- 火曜日：木村忠正（～2006年3月）　上杉隆（2006年4月～2012年3月）

飯田泰之（2012年4月～9月）キャスターのコーナー「飯田の数字」
- 水曜日：宮崎哲弥（～2010年3月）　土井香苗（2010年3月～2012年3月）
- 木曜日：葉千栄（～2011年3月）　萱野稔人（2011年4月～2012年3月）
- 金曜日：辻広雅文（開始～2012年3月）

### 歴代サブキャスター
- 月曜日：波多野健（2006年4月～2009年3月）
- 月曜日、火曜日、木曜日：重信メイ（（火・木）2006年10月～2010年3月、（月）2009年4月～2010年3月）
- 水曜日、金曜日：堤未果（2006年4月～2009年3月）
- 水曜日、金曜日：横田由美子（2009年4月～2010年2月）
- 月曜日～金曜日：前田真里（2010年3月～2011年3月）
- 月曜日～金曜日：西谷祐紀子（2011年4月～2012年3月）

担当のサブキャスターが取材などの理由で出演できないときはメインキャスターのみでの進行か、あるいは日々野真理、石井ターニャらが代役を務めた。

### 歴代コメンテーター
- 月曜日、水曜日、金曜日：柳沢保正（～2006年3月）
- 火曜日、木曜日：遠藤正武（～2006年3月）

### 歴代アシスタント
- 月曜日～金曜日：あおい有紀（～2006年3月）